# ハーラン郡 (ネブラスカ州)
座標: 北緯40度17分 西経99度40分 / 北緯40.283度 西経99.667度
ハーラン郡（英: Harlan County）は、アメリカ合衆国のネブラスカ州にある郡。2000年時点での人口は3,786人で、郡庁所在地はアルマ (Alma)。郡内にはハーラン郡貯水池がある。
ネブラスカ州のナンバープレートで、ハーラン郡の車両は最初の数字が51になっている。これは1922年にナンバープレートの制度を確立した際、ハーラン郡の車両登録台数が州内の郡のなかで51番目に多かったからである。

## 歴史
1870年より前、共和党の谷 (Republican valley) と呼ばれる地域にあったハーラン郡に白人の開拓者らが入ったが、この地は先住民にとって重要な狩りの場であったため、先住民族が開拓者らを脅して開拓を妨げた。しかし、1869年のサミット・スプリングスの戦いでスー族が敗れ、多くの先住民が殺された。戦いに勝ったいくつかの開拓団は、この地に農業の可能性を見出して探検を計画した」。
1870年8月に、州の東部から40の開拓団がやってきて現在のハーラン郡オーリンズに住み着いた。また、1871年にはトーマス・ハーラン率いるワイオミング州シャイアンからの開拓団が現在の同郡アルマに住み着いた。ハーラン郡という地名は彼の娘の名前にちなんで付けられたものである。その年に、ハーラン郡はネブラスカ州議会によって隣のリンカーン郡から分離し、組織された。

## 地理
アメリカ合衆国国勢調査局によると、この郡は総面積1,487 km2 (574 mi2) である。このうち1,432 km2 (553 mi2)が陸地で、55 km2 (21 mi2) が海や湖などの水地域である。総面積のうち3.73%が水地域となっている。

### 隣接する郡
- フェルプス郡（北）
- カーニー郡（北東）
- フランクリン郡（東）
- フィリップス郡 (カンザス州)（南）
- ノートン郡 (カンザス州)（南西）
- ファーナス郡（西）
- ゴスパー郡（北西）

## 人口動静

2000年の時点での郡の人口ピラミッド

2000年の国勢調査によると、ハーラン郡には3,786人、1,597世帯、及び1,049家族が暮らしている。人口密度は3/km2 (7/mi2) で、2/km2 (4/mi2) の平均的な密度に2,327軒の住居が建っている。この郡の人種の構成は白人98.86%、黒人（アフリカ系アメリカ人）0.13%、先住民0.11%、アジア系0.08%、太平洋諸島系0.03%、その他の人種0.16%、及び混血0.63%で、0.77%の人々がヒスパニックまたはラテン系である。
ハーラン郡に住む1,597世帯のうち、25.70%は18歳未満の子どもと暮らしており、59.00%は夫婦で生活している。4.30%は未婚の女性が世帯主であり、34.30%は家族以外の住人と同居している。30.80%は独居で、全世帯の16.70%は65歳以上の独居老人世帯である。1世帯あたりの平均人数は2.34人であり、家庭の場合は2.93人である。
郡の住民は24.20%が18歳未満の子どもで、18歳以上24歳以下が5.00%、25歳以上44歳以下が21.60%、45歳以上64歳以下が26.20%、および65歳以上が23.00%となっている。平均年齢は44歳である。女性100人に対して男性は98.00人いて、18歳以上の女性100人に対しては男性は96.80人いる。
郡の世帯ごとの平均収入は30,679米ドルで、家族ごとでは36,875米ドルである。男性の27,580米ドルに対して女性は18,411米ドルの平均的な収入がある。この郡の一人当たりの収入 (per capita income) は15,618米ドルである。総人口の10.10%、家族の7.00%は貧困線以下である。18歳未満の子どもの14.40%及び65歳以上の9.10%は貧困線以下の生活を送っている。

## 都市および村

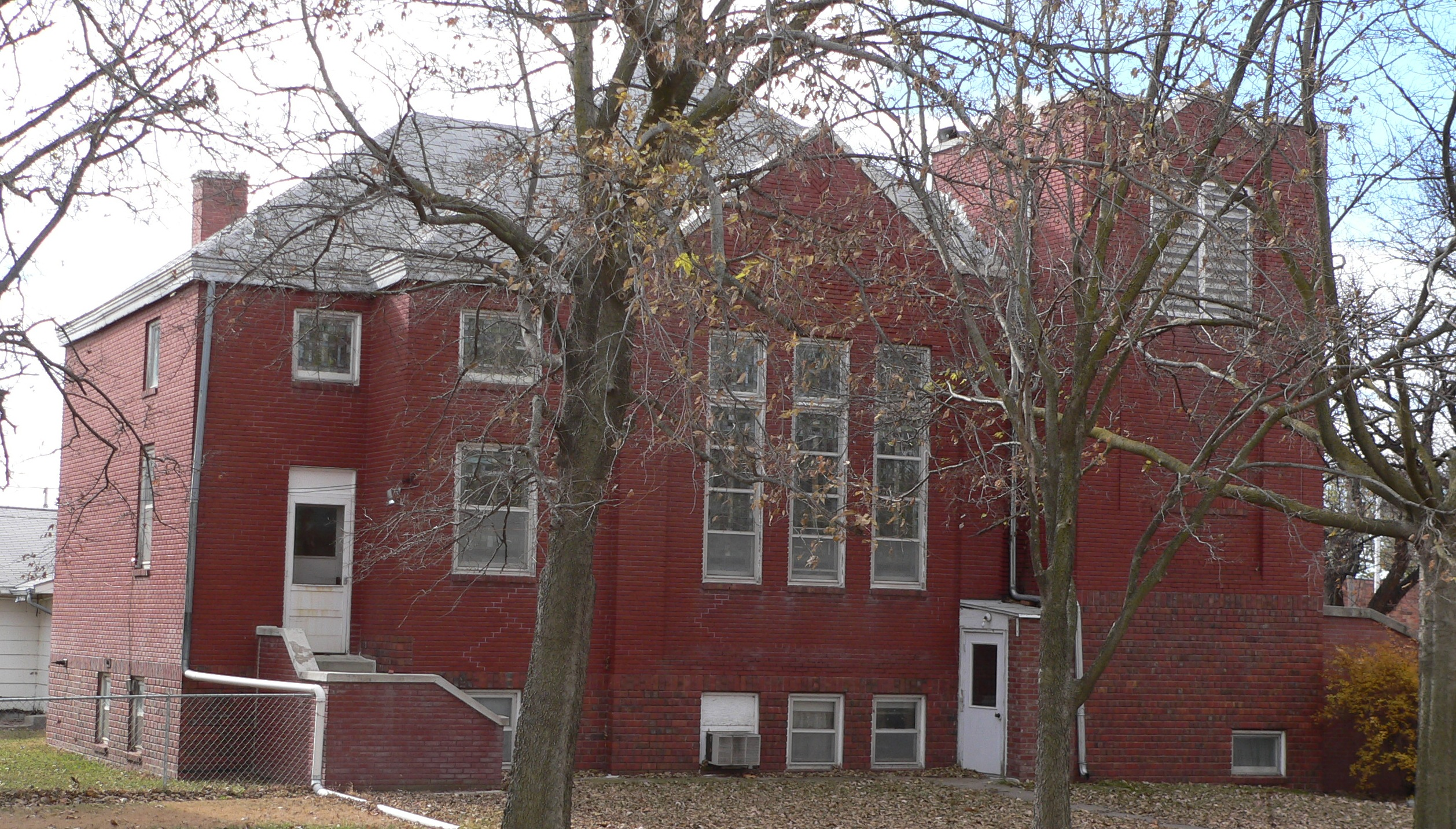
アルマの合同メソジスト教会
（2009年11月1日撮影）

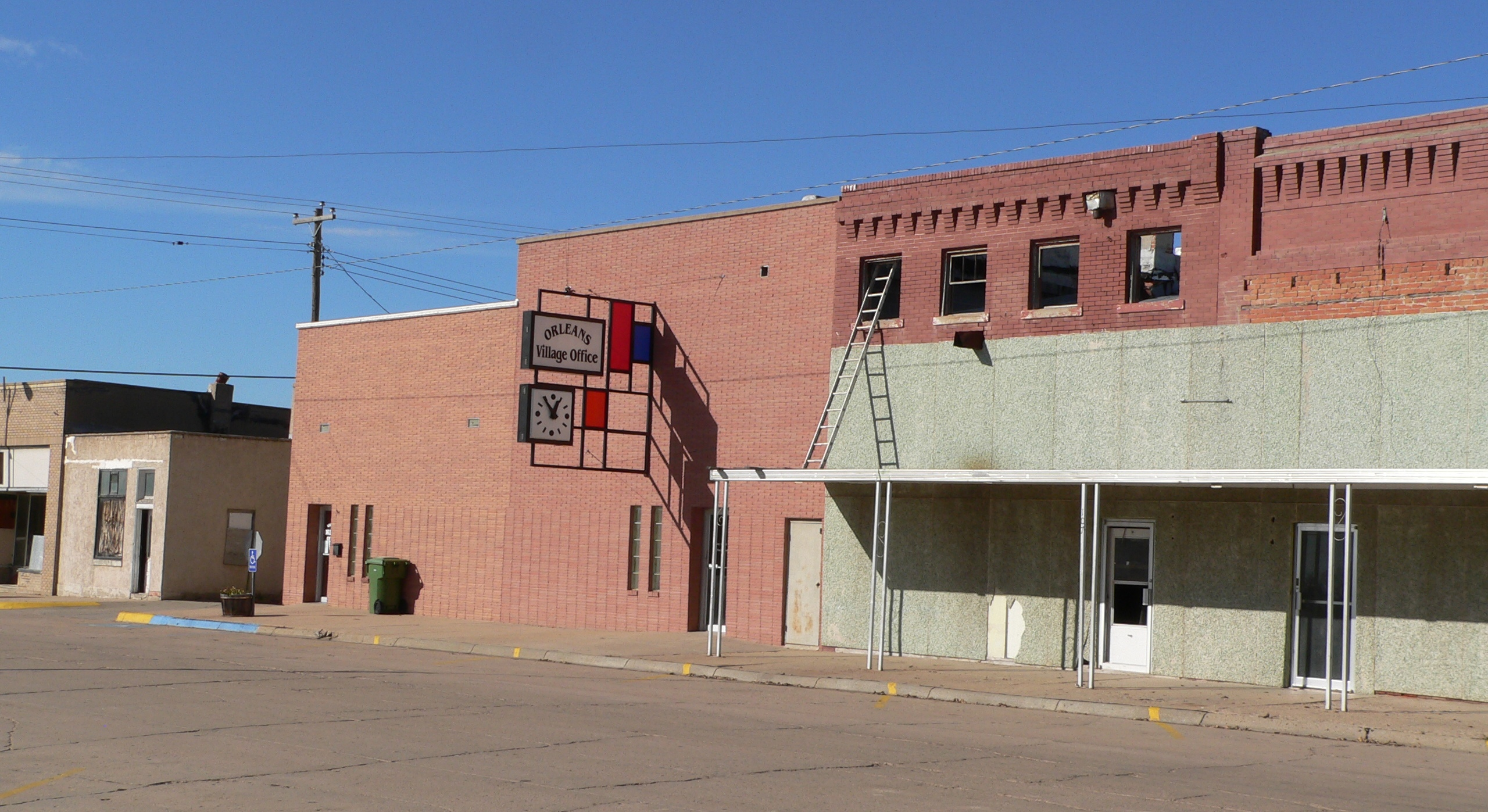
オーリンズの役場
（2009年11月1日撮影）

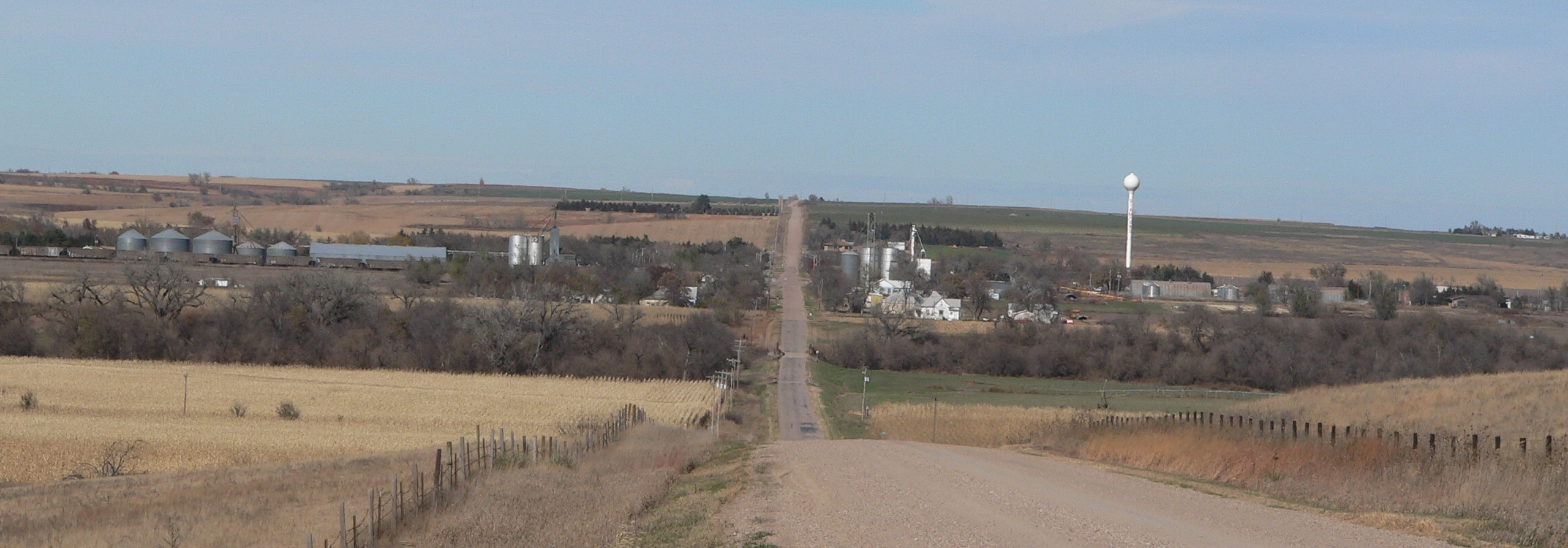
スタンフォードの街並み
（2009年11月1日撮影）

- アルマ (en:Alma, Nebraska)
- ハントリー (en:Huntley, Nebraska)
- オーリンズ (en:Orleans, Nebraska)
- オックスフォード (en:Oxford, Nebraska) ファーナス郡にまたがって位置する
- レイガン (en:Ragan, Nebraska)
- リパブリカン・シティ (en:Republican City, Nebraska)
- スタンフォード (en:Stamford, Nebraska)

## 郡区
- オールバニ (en:Albany Township, Harlan County, Nebraska)
- アルマ (en:Alma Township, Harlan County, Nebraska)
- アンテロープ (en:Antelope Township, Harlan County, Nebraska)
- エルドラド (en:Eldorado Township, Harlan County, Nebraska)
- エマーソン (en:Emerson Township, Harlan County, Nebraska)
- フェアフィールド (en:Fairfield Township, Harlan County, Nebraska)
- ムラーリー (en:Mullally Township, Harlan County, Nebraska)
- オーリンズ (en:Orleans Township, Harlan County, Nebraska)
- プレーリー・ドッグ (en:Prairie Dog Township, Harlan County, Nebraska)
- リパブリカン・シティ (en:Republican City Township, Harlan County, Nebraska)
- ルーベン (en:Reuben Township, Harlan County, Nebraska)
- サッパ (en:Sappa Township, Harlan County, Nebraska)
- スカンディナヴィア (en:Scandinavia Township, Harlan County, Nebraska)
- スプリング・グローブ (en:Spring Grove Township, Harlan County, Nebraska)
- ターキー・クリーク (en:Turkey Creek Township, Harlan County, Nebraska)
- ワシントン (en:Washington Township, Harlan County, Nebraska)